# Собрање Републике Северне Македоније
Собрање Северне Македоније или Скупштина Северне Македоније (мкд. Собрание на Северна Македонија) је највиши законодавни и уставотворни орган Северне Македоније. Према Уставу Републике Северне Македоније парламент је једнодоман и може бити састављен од 120 до 140 посланика. Међутим у свим досадашњим сазивима у скупштини се налазило по 120 посланика. Посланици се бирају на општим и непосредним изборима путем тајног гласања. Мандат посланицима траје четири године.
Зграда Собрања Северне Македоније се налази у Скопљу.

## Надлежности
Према члану 68 Устава Северне Македоније надлежности скупштине су:
- да доноси и мења Устав Северне Македоније
- да доноси законе и даје аутентично тумачење закона
- да утврђује јавне набавке
- да доноси републички буџет и завршни рачун
- да доноси просторни план Северне Македоније
- да ратификује међународне уговоре
- да одлучује о рату и миру
- да доноси одлуке о промени граница Северне Македоније
- да доноси одлуке о ступању или иступању из неког савеза или заједнице са другом државом
- да расписује референдум
- да одлучује о резервама Северне Македоније
- да оснива савете
- да бира Владу;
- да бира судије Уставног суда Републике Северне Македоније;
- да врши избор и разрешује судије
- да врши избор, именовање и разрешења других носиоца јавних и осталих функција утврђених Уставом и законом
- да врши политичку контролу и надзор над Владом и другим јавним функционерима који су одговорни Скупштини
- да даје амнестије
- да врши друге послове прописане Уставом

## Председници Собрања Северне Македоније
Председници парламента Северне Македоније од 1991. били су:
- Стојан Андов (1991—1996)
- Тито Петковски (1996—1998)
- Саво Климовски (1998—2000)
- Стојан Андов (2000—2002)
- Никола Поповски (2002—2003)
- Љупчо Јордановски (2003—2006)
- Љубиша Георгијевски (2006—2008)
- Трајко Вељаноски (2008—2011; 2011—2017)
- Талат Џафери (2017—2024)
- Јован Митрески (2024)
- Африм Гаши (2024—)